# Ernst Mey

Ernst Mey.

Carl Ernst Mey (* 5. September 1844 in Niederschmiedeberg; † 30. Januar 1903 in Leipzig) war ein deutscher Unternehmer. Er erwarb 1867 in Paris das Patent für die Herstellung von Kragen aus Papier, die in Deutschland unter dem Namen Mey-Kragen bekannt wurden. Die Firma Mey & Edlich sowie die Deutsche-Celluloid-Fabrik sind Gründungen Meys.

## Leben

Anzeige des Versandgeschäfts Mey & Edlich aus dem Jahr 1882.

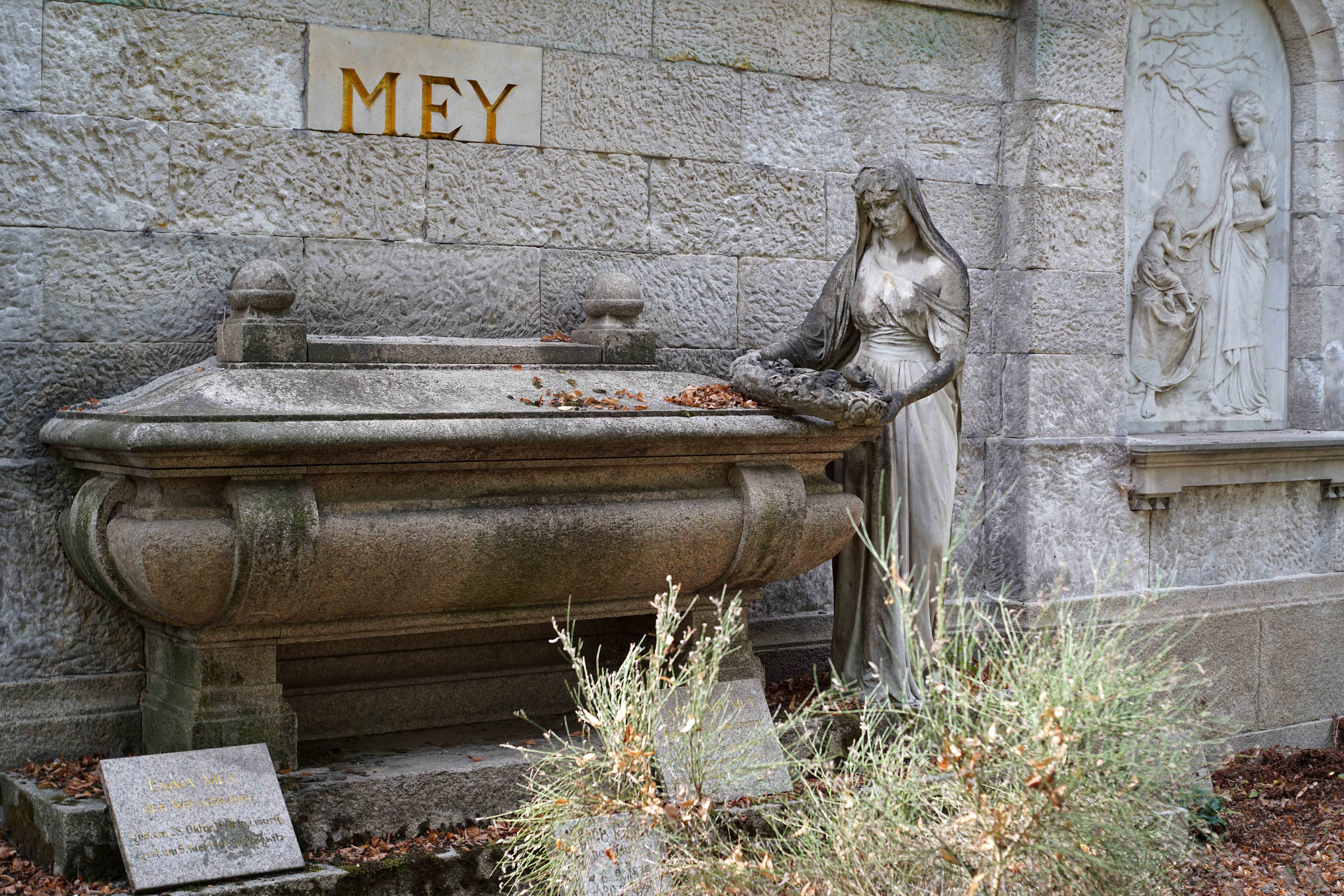
Repräsentatives Grabmal der Familie Mey auf dem Friedhof Leipzig-Plagwitz (Ausschnitt).

Ernst Mey wurde als erstes von 14 Kindern des Lehrers und Kantors Christian Traugott Mey geboren.
Er machte von 1859 bis 1863 eine Lehre als Bankkaufmann in Annaberg und arbeitete ab 1864 im Bankhaus Becker & Co. in Leipzig. Von 1865 bis 1867 war er in internationalen Bankhäusern im Börsenhandel tätig. In Paris erwarb er im Jahr 1867 ein US-amerikanisches Patent für Papierkragen und Papiermanschetten sowie das Geschäft der bisherigen Inhaberin Gray’s American Moulded Paper Collar Co. und gründete die eigene Firma Ernst Mey & Co. Ein Jahr später nahm er seinen Jugendfreund Bernhard Edlich als Teilhaber auf, seitdem firmierte das Unternehmen als Mey & Edlich. Im Jahr 1869 verlegte Mey dessen Produktionsstätten von Paris in die Gemeinde Plagwitz westlich von Leipzig, wo das Unternehmen nach Verstaatlichung und zwischenzeitlicher Verlegung des Firmensitzes nach München heute wieder als Modeversand existiert.
Im Jahr 1884 begann Mey zusätzlich mit der Produktion von Celluloid-Waren. Er errichtete dazu 1887 ein Zweigwerk zur Herstellung von Cellulosenitrat und Zelluloid im preußischen Eilenburg, aus dem 1890 die selbstständige Deutschen Celluloidfabrik Actiengesellschaft und später das Eilenburger Chemiewerk hervorgingen. Mit der Herausgabe des ersten illustrierten Warenkatalogs im Jahr 1886 gilt Mey als Begründer des deutschen Versandhandels.
Als Mitglied des Plagwitzer Gemeinderates unterstützte Mey den Bau der 1886 bis 1888 errichteten Plagwitzer Heilandskirche und die Gründung eines Arbeiterinnenheimes, später das Heim für alleinstehende Frauen und Mädchen in der Weißenfelser Straße.
Mey war seit 1870 Mitglied der Leipziger Freimaurerloge Apollo. Dem Verein Deutscher Ingenieure (VDI) und dem Sächsischen Bezirksverein des VDI war er 1883 beigetreten.
Ernst Mey und seine Frau Emma geb. Wrankmore hatten fünf Töchter und zwei Söhne.
Am 30. Januar 1903 starb Mey im Alter von 58 Jahren. Er wurde auf dem Friedhof Plagwitz in einem großen vom Leipziger Bildhauer Adolf Lehnert errichteten Grabmal beigesetzt. Am 3. Juni übergaben seine Witwe und seine Kinder dem Armenamt der Stadt Leipzig ein Kapital in Höhe von 20.000 Goldmark zu einer Ernst-Mey-Stiftung (Urkunde vom 20. Juli 1903, rechtsfähig mit Verordnung vom 7. August 1903) mit der Maßgabe, die Zinsen des Vermögens je zur Hälfte an Arme in Leipzig-Plagwitz und an Arme im übrigen Leipzig zu verteilen.

## Ehrungen
Im Jahr 1888 wurde die bisherige Plagwitzer Elsterstraße, an der die Fabriken Meys lagen, nach dem gerade 44-Jährigen in Ernst-Mey-Straße umbenannt. Weiterhin ist in Eilenburg auf dem ehemaligen Gelände der Deutschen Celluloid-Fabrik eine Straße nach Mey benannt.
1897 wurde Ernst Mey der Titel eines Königlich-Sächsischen Kommerzienrats verliehen.

## Nachkommen
Zu seinen Nachkommen zählt u. a. Hannelore Renner, die erste Ehefrau des ehemaligen deutschen Bundeskanzlers Helmut Kohl, deren Großmutter mütterlicherseits Elsa Margaretha Merling die Enkelin Ernst Meys war.